# جيري بنتلاند
جيري بنتلاند (بالإنجليزية: Jerry Pentland)‏ (و. 1894 – 1983 م) هو ضابط، وطيار أسترالي، ولد في محافظة ميتلاند، ويحمل رتبة عسكرية قائد سرب، توفي في Collaroy, New South Wales ‏، عن عمر يناهز 89 عاماً.

## الخدمة العسكرية
خدم في سلاح الجو الملكي، وخدم في الجيش البريطاني.

## جوائز
حصل على جوائز منها:
- وسام الصليب العسكري البريطاني
- Distinguished Flying Cross (United Kingdom) [الإنجليزية]‏
- صليب سلاح الجو  [لغات أخرى]‏